# 马林加 (爱尔兰)
马林加:650（英语：Mullingar；爱尔兰语：An Muileann gCearr），是爱尔兰韦斯特米斯郡的一个城镇，位于该郡中部。总人口20103（2011年）。该城镇为韦斯特米斯郡郡治。